# Las mujeres son cosa de guapos
Las mujeres son cosa de guapos es una película de comedia picaresca argentina, cuyos protagonistas principales son Alberto Olmedo, Susana Giménez, Jorge Porcel y Moria Casán. estrenada el 18 de junio de 1981. Fue la última película en la que actuaron Pepita Muñoz y Gloria Montes.

## Argumento
Ambientada en la década de 1930, Rufino (Alberto Olmedo) y Jacinto (Jorge Porcel) son dos peones rurales que trabajan para el caudillo Ignacio Malatesta (Javier Portales), quien busca llegar al poder a través del fraude. Cuando el enemigo político de Malatesta, Adolfo Gustambide, es asesinado, la novia de este, Mercedes (Susana Giménez), decide buscar al asesino y cobrar venganza. Para buscar pistas se hace pasar por una prostituta llamada Yvonne, y en el burdel conoce a "La mendocina" (Moria Casán), que trabaja para hacer frente a la crisis económica que vive su padre productor de vino y recuperar un documento que Malatesta tiene sobre esa propiedad. Cuando ellas conocen a Rufino y Jacinto deciden utilizarlos para conseguir información y lograr sus metas.
NOTA: Dentro de la extensa saga de películas protagonizadas por la dupla Olmedo y Porcel, esta es la única cuya trama está ambientada fuera de época.

## Reparto
- Alberto Olmedo...........Rufino Tereso
- Susana Giménez........Mercedes
- Jorge Porcel...............Jacinto Busarda
- Moria Casán.............. "la mendocina"
- Javier Portales............Ignacio Malatesta
- Rodolfo Ranni..............Funes
- Coco Legrand..............chileno
- César Bertrand............Nicolas
- Luisa Albinoni.............Rosina
- Augusto Larreta..........dr. Ramon Larre
- Alberto Irízar...............Mendieta
- Pepita Muñoz.............Lulú
- Délfor Medina.............Roque
- Gloria Montes............madama casa de cinco pesos
- Gloria Ugarte.............Elvira, madre de Adolfo Gustambide
- Oscar Roy.................Adolfo Gustambide
- Juan Carlos Lamas
- Julio Fedel
- Hellen Grant.............madama prostíbulo de dos pesos
- Roxana Berco
- Eduardo Nobili
- Alejandra Aquino
- Gloria Raines
- Fernando Olmedo
- Semillita...................comisario
- Raúl Ricutti .....votante asesinado
- Luis Corradi..............padre de Mercedes
- Felipe Méndez
- Leon Sarthie
- Cesar Andre
- Pepe Armil ... Miguel Landó, padre de "la mendocina".
- Mirian Bello
- Osvaldo del Castro
- Rafael Casado
- Alberto Campanini
- Juan Carlos Casas
- Osvaldo Chimino
- Beatriz Ecket
- Elida Fernández
- Juan Carlos Garcia
- Juan Carlos Gioria
- Gloria Handfuss
- Ricardo Jordan
- Sebastian Larreta
- Gloria Lois
- Mercedes Ludueña
- Arturo Noal
- Julio Pelleri
- Liliana Polizzi
- Oscar Carmelo Milazzo (Polvorita)
- Cristina Quinteros
- Susana Quintero
- Daniel Ripari
- Milton Rivas
- Amadeo Ronco
- Luis Rusconi
- Buryua Rey
- Norma Serain
- Susana Segovia
- Miguel Ángel Suárez
- Gisela Testi
- Juan Carlos Torres
- Divino Vivas
- Divina Gloria